# St. Bonifatius (Bad Nauheim)

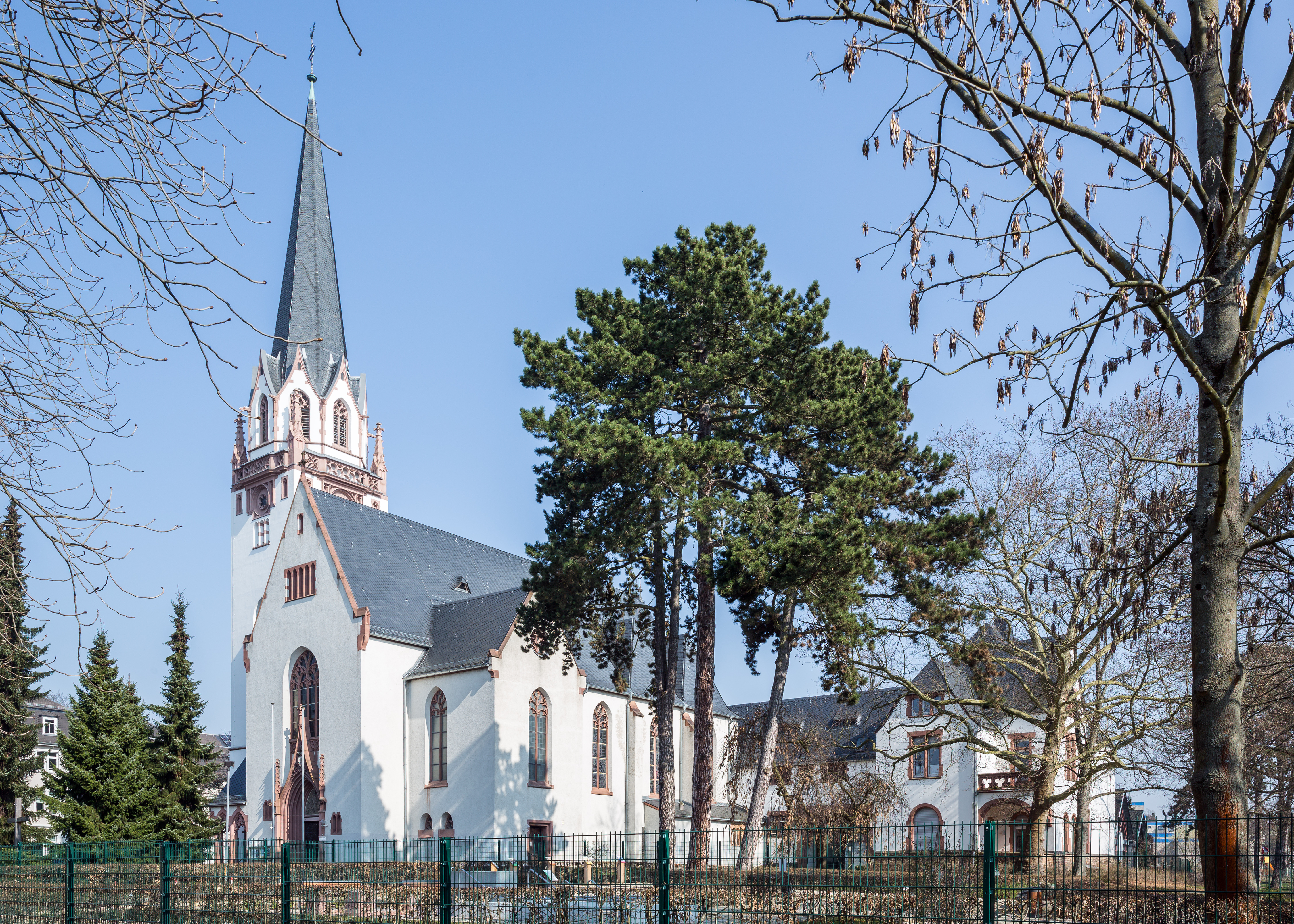
St. Bonifatius (Bad Nauheim)

Die römisch-katholische, denkmalgeschützte Kirche St. Bonifatius ist eine Pfarrkirche des Bistums Mainz in der Stadt Bad Nauheim im Wetteraukreis in Hessen.

## Geschichte
Seit der zweiten Hälfte des 19. Jahrhunderts kamen viele katholische Kurgäste nach Bad Nauheim. 1869 fand der erste katholische Gottesdienst nach Einführung der Reformation statt. Zu diesem Zweck wurde damals die im Zuge der Hanauer Union von 1818 aufgegebene Reinhardskirche angemietet. Die nächsten Jahre bemühte sich die seit 1899 selbständige römisch-katholische Gemeinde um ein Baugrundstück. Den Architektenwettbewerb für den Kirchenneubau gewann Ludwig Becker. Das Gotteshaus wurde am 8. Juni 1905 eingeweiht.

## Beschreibung
Die neugotische Kirche besteht aus einem Kirchenschiff, das im Osten an einen Chor mit einem Sechszehntelabschluss endet. Der Kirchturm schmiegt sich im Westen an die Nordseite des Kirchenschiffs an. Sein achteckiges oberstes Geschoss, auf dem ein achtseitiger spitzer Helm sitzt, beherbergt hinter den mit Maßwerk geschmückten Klangarkaden den Glockenstuhl, in dem fünf Kirchenglocken hängen. 
Das Mittelschiff und das südliche Seitenschiff bilden eine Hallenkirche, das Mittelschiff und das nördliche Seitenschiff entsprechen einer Basilika. Für das Tympanon des Portals schuf Anton Mormann eine Darstellung des predigenden Bonifatius. 

## Orgel
Die heutige Orgel mit 34 Registern, zwei Manualen und einem Pedal wurde 1996 von der Giengener Orgelmanufaktur Gebr. Link errichtet.
| I Hauptwerk C–g3 |                |        |
| 01.              | Bourdon        | 16′    |
| 02.              | Principal      | 08′    |
| 03.              | Rohrflöte      | 08′    |
| 04.              | Viola da Gamba | 08′    |
| 05.              | Octave         | 04′    |
| 06.              | Hohlflöt       | 04′    |
| 07.              | Quinte 0       | 02 ⁄3′ |
| 08.              | Superoctave    | 02′    |
| 09.              | Cornett V 0    |        |
| 10.              | Mixtur IV      | 01 ⁄3′ |
| 11.              | Trompete       | 08′    |
| 12.              | Clairon        | 04′    |

| II Schwellwerk C–g3 |                      |         |
| 13.                 | Diapason             | 08′     |
| 14.                 | Bourdon              | 08′     |
| 15.                 | Salicional           | 08′     |
| 16.                 | Voix céleste         | 08′     |
| 17.                 | Prestant             | 04′     |
| 18.                 | Flûte                | 04′     |
| 19.                 | Nasard               | 02 ⁄3′  |
| 20.                 | Flageolet            | 02′     |
| 21.                 | Tierce               | 01 3⁄5′ |
| 22.                 | Larigot              | 01 ⁄3′  |
| 23.                 | Plein Jeu IV-V 0     | 02′     |
| 24.                 | Basson               | 16′     |
| 25.                 | Trompette harmonique | 08′     |
| 26.                 | Hautbois             | 08′     |
|                     | Tremulant            |         |

| Pedal C–f1 |           |     |
| 27.        | Principal | 16′ |
| 28.        | Subbass   | 16′ |
| 29.        | Octav     | 08′ |
| 30.        | Gedackt   | 08′ |
| 31.        | Octav     | 04′ |
| 32.        | Bombarde  | 16′ |
| 33.        | Trompette | 08′ |
| 34.        | Clairon   | 04′ |

- Koppeln: II/I, I/P, II/P

## Geläute
| Name               | Schlagton | Gewicht (kg) | Gießjahr | Inschrift |
| ------------------ | --------- | ------------ | -------- | --- |
| Muttergottesglocke | c′        | 2300         | 1983     | GEDENK HEILIGE MUTTER DER OPFER VON KRIG UND GEWALT. HEILE DES KRIEGES WUNDEN. ERFLEH UND DEN FRIEDEN. |
| Bonifatiusglocke   | es′       | 1650         | 1961     | UT OMNES UNUM SINT – SANCTE BONIFATI ORA PRO POPULO CHRISTIANO („Dass alle eins seien – Hl. Bonifatius, bitte für das Christenvolk“) |
| Johannesglocke     | f′        | 1200         | 1961     | VOX CLAMANTIS – SANCTE JOHANNI OSTENDE NOBIS AGNUM („Stimme des Rufers – Hl. Johannes, zeig uns das Lamm Gottes“) |
| Pius X. Glocke     | g′        | 0800         | 1961     | SANCTE PIE X DUC NOS AD ARAM CRUCIS – IGNIS ARDENS SIT IN CORDE NOSTRO PRO SAECULI VITA – IN MEMORIAM FILII NOSTRI ALEXANDRI SACRAM EXOPTANTIS SYNAXIM ME FUNDERE FECERUNT HUBERTUS ET CATARINA VERGÖLST („Hl. Pius X., führ uns zum Altar des Kreuzes – Glühendes Feuer sei in uns für das Leben der Welt – Zum Gedenken an unseren Sohn Alexander, der die hl. Kommunion ersehnte, ließen Hubert und Katharina Vergölst mich gießen.“) |
| Michaelisglocke    | b′        | 0500         | 1961     | SANCTE MICHAEL SIGNIFER POPULI DEI – REPRAESENTA ANIMAS IN LUCEM SANCTAM OBVIAM CHRISTO („Hl. Michael, Bannerträger des Gottesvolkes – versetze die Seelen in das heilige Licht, Christus entgegen.“) |